# کورتیس هرینگتن
کورتیس هرینگتن (انگلیسی: Curtis Harrington؛ ۱۷ سپتامبر ۱۹۲۶ – ۶ مهٔ ۲۰۰۷) کارگردان سینما و تلویزیون اهل ایالات متحده آمریکا بود که بیشتر آثار ترسناک و تجربی می‌ساخت. او از پیشگامان سینمای کوئیر نو (New Queer Cinema) به‌شمارمی‌رود. از فیلم‌هایش می‌توان بازی‌ها (۱۹۶۷) و یاقوت سرخ (۱۹۷۷) را نام برد.